# 秀麗針鯒
秀麗針鯒，為輻鰭魚綱鮋形目牛尾魚亞目針鯒科的其中一種，分布於中西太平洋的菲律賓海域，為底棲性魚類，屬肉食性，生活習性不明。